# 巴拿赫不动点定理
巴拿赫不动点定理，又称为压缩映射定理或压缩映射原理，是度量空间理论的一个重要工具。它保证了度量空间的一定自映射的不动点的存在性和唯一性，并提供了求出这些不动点的构造性方法。这个定理是以斯特凡·巴拿赫命名的，他在1922年提出了这个定理。

## 定理
设(X, d)为非空的完备度量空间。设T : X → X为X上的一个压缩映射，也就是说，存在一个非负的实数q < 1，使得对于所有X内的x和y，都有：
{\displaystyle d(T(x),T(y))\leq q\cdot d(x,y)}
那么映射T在X内有且只有一个不动点x*（这就是说，Tx* = x*）。更进一步，这个不动点可以用以下的方法来求出：从X内的任意一个元素x0开始，定义一个迭代序列xn = Txn-1，其中n = 1，2，3，……。那么，这个序列收敛，极限为x*。以下的不等式描述了收敛的速率：
{\displaystyle d(x^{*},x_{n})\leq {\frac {q^{n}}{1-q}}d(x_{1},x_{0}).}
等价地：
{\displaystyle d(x^{*},x_{n+1})\leq {\frac {q}{1-q}}d(x_{n+1},x_{n})}
且
{\displaystyle d(x^{*},x_{n+1})\leq qd(x_{n},x^{*}).}
满足以上不等式的最小的q有时称为利普希茨常数。
注意对于所有不同的x和y都有d(Tx, Ty) < d(x, y)的要求，一般来说是不足以保证不动点的存在的，例如映射T : [1,∞) → [1,∞)，T(x) = x + 1/x，就没有不动点。但是，如果空间X是紧的，则这个较弱的假设也能保证不动点的存在。
当实际应用这个定理时，最艰难的部分通常是如何恰当地定义X，使T把元素从X映射到X，即Tx总是X的一个元素。

## 证明
选择任何{\displaystyle x_{0}\in (X,d)}。如果{\displaystyle Tx_{0}=x_{0}}，则不必证明；以下设{\displaystyle x_{1}=Tx_{0}\neq x_{0}}。对于每一个{\displaystyle n\in \{2,\ldots \}}，定义{\displaystyle x_{n}=Tx_{n-1}\,\!}。我们声称对于所有的{\displaystyle n\in \{1,2,\dots \}}，以下等式都成立：
{\displaystyle d(x_{n+1},x_{n})\leq q^{n}d(x_{1},x_{0})}。
我们用数学归纳法来证明。对于{\displaystyle n=1\,\!}的情况，命题是成立的，这是因为：
{\displaystyle d(x_{1+1},x_{1})=d(x_{2},x_{1})=d(Tx_{1},Tx_{0})\leq qd(x_{1},x_{0})}。
假设命题对于某个{\displaystyle k\in \{1,2,\ldots \}}是成立的。那么，我们有：
| {\displaystyle d(x_{(k+1)+1},x_{k+1})\,\!} | {\displaystyle =d(x_{k+2},x_{k+1})\,\!}         |
|                                            | {\displaystyle =d(Tx_{k+1},Tx_{k})\,\!}         |
|                                            | {\displaystyle \leq qd(x_{k+1},x_{k})}          |
|                                            | {\displaystyle \leq q\cdot q^{k}d(x_{1},x_{0})} |
|                                            | {\displaystyle =q^{k+1}d(x_{1},x_{0})\,\!}。    |
从第三行到第四行，我们用到了归纳假设。根据数学归纳法原理，对于所有的{\displaystyle n\in \{1,2,\ldots \}}，以上的命题都成立。
设{\displaystyle \epsilon >0\,\!}。由于{\displaystyle 0\leq q<1}，我们便可以找出一个较大的{\displaystyle N\in \{1,2,\ldots \}}，使得：
{\displaystyle q^{N}<{\frac {\epsilon (1-q)}{d(x_{1},x_{0})}}}。
利用以上的命题，我们便有对于任何{\displaystyle m\,\!}，{\displaystyle n\in \{0,1,\ldots \}}以及{\displaystyle m>n\geq N}，都有：
| {\displaystyle d\left(x_{m},x_{n}\right)} | {\displaystyle \leq d(x_{m},x_{m-1})+d(x_{m-1},x_{m-2})+\cdots +d(x_{n+1},x_{n})}            |
|                                           | {\displaystyle \leq q^{m-1}d(x_{1},x_{0})+q^{m-2}d(x_{1},x_{0})+\cdots +q^{n}d(x_{1},x_{0})} |
|                                           | {\displaystyle =d(x_{1},x_{0})q^{n}\cdot \sum _{k=0}^{m-n-1}q^{k}}                           |
|                                           | {\displaystyle <d(x_{1},x_{0})q^{n}\cdot \sum _{k=0}^{\infty }q^{k}}                         |
|                                           | {\displaystyle =d(x_{1},x_{0})q^{n}{\frac {1}{1-q}}}                                         |
|                                           | {\displaystyle =q^{n}{\frac {d(x_{1},x_{0})}{1-q}}}                                          |
|                                           | {\displaystyle <{\frac {\epsilon (1-q)}{d(x_{1},x_{0})}}\cdot {\frac {d(x_{1},x_{0})}{1-q}}} |
|                                           | {\displaystyle =\epsilon \,\!}。                                                             |
第一行的不等式可以从三角不等式推出；第四行的级数是一个几何级数，其中{\displaystyle 0\leq q<1}，因此它收敛。以上表明{\displaystyle \{x_{n}\}_{n\geq 0}}是{\displaystyle (X,d)\,\!}内的一个柯西序列，所以根据完备性，它是收敛的。因此设{\displaystyle x^{*}=\lim _{n\to \infty }x_{n}}。我们作出两个声明：第一，{\displaystyle x^{*}\,\!}是{\displaystyle T\,\!}的一个不动点，也就是说，{\displaystyle Tx^{*}=x^{*}\,\!}；第二，{\displaystyle x^{*}\,\!}是{\displaystyle T\,\!}在{\displaystyle (X,d)\,\!}中的唯一的不动点。
为了证明第一个命题，我们注意到对于任何的{\displaystyle n\in \{0,1,\ldots \}}，都有：
{\displaystyle 0\leq d(x_{n+1},Tx^{*})=d(Tx_{n},Tx^{*})\leq qd(x_{n},x^{*})}。
由于当{\displaystyle n\to \infty }时，{\displaystyle qd(x_{n},x^{*})\to 0}，因此根据夹挤定理，可知{\displaystyle \lim _{n\to \infty }d(x_{n+1},Tx^{*})=0}。这表明当{\displaystyle n\to \infty }时，{\displaystyle x_{n}\to Tx^{*}}。但当{\displaystyle n\to \infty }时，{\displaystyle x_{n}\to x^{*}}，且极限是唯一的；因此，一定是{\displaystyle x^{*}=Tx^{*}\,\!}的情况。
为了证明第二个命题，我们假设{\displaystyle y\,\!}也满足{\displaystyle Ty=y\,\!}。那么：
{\displaystyle 0\leq d(x^{*},y)=d(Tx^{*},Ty)\leq qd(x^{*},y)}。
由于{\displaystyle 0\leq q<1}，因此上式意味着{\displaystyle 0\leq (1-q)d(x^{*},y)\leq 0}，这表明{\displaystyle d(x^{*},y)=0\,\!}，于是根据正定性，{\displaystyle x^{*}=y\,\!}，定理得证。

## 逆定理
巴拿赫不动点定理有许多逆定理，以下的一个是Czesław Bessaga在1959年发现的：
设{\displaystyle f:X\rightarrow X}为一个抽象集合的映射，使得每一个迭代f n都有一个唯一的不动点。设q为一个实数，0 < q < 1。那么存在X上的一个完备度量，使得f是压缩映射，且q是压缩常数。

## 推广
一个有趣的事实是，若把某国的地图缩小后印在该国领土内部，那么在地图上有且仅有这样一个点，它在地图中的位置也恰巧表示它所落在的土地位置。证明如下：
- 为了方便起见，这里把地球近似看作是正球体。
- 首先，按照经纬度可以给地球表面上每一个点标出坐标 (x, y)，其中前元是经度、后元是纬度。又定义地面上任意两点间的距离 d(A, B) 是 A 到 B 间大圆弧的弧长。
- 其次，把这国家的地图上的点按照其所代表点的实际经纬度标出坐标 (u, v)。
- 那么对于地图上任意一点 P 而言，它既在地图上表示地点 (up, vp)，又实际在地面上占有点 (xp, yp)。显然，这构成了从集合 S={P|P 是地面上的点且 P 属于该国领土} 到其本身的映射，现记作 M(P)=M((xp, yp))=(up, vp)。
- 又因为地图是缩小的，即对于任意两个地点 A∈S、B∈S 而言，d(A, B)>d(M(A), M(B))，也即 M(P) 是一个压缩映射。
- 事实上，取实数 k>1 作为地图比例尺的分母、即 1:k，那么由比例尺的定义知 d(A, B)=kd(M(A), M(B))，两边同除以 k 得 d(A, B)*(1/k)=d(M(A), M(B))。换言之，存在实数 q=1/k<1 满足对于 S 内所有的 A 和 B，d(M(A), M(B))≤qd(A, B)，这里等号总是成立。
- 现在将 S 视为以 d 为度量的空间，那么它显然是一个完备度量空间。
- 根据巴拿赫不动点定理，M 在 S 内有且仅有一个不动点，即该点恰好被印在它所表示的土地位置上。Q.E.D.

关于巴拿赫不动点定理的推广，请参见无穷维空间中的不动点定理。